# Saint-Vitte
Ne doit pas être confondu avec Saint-Vit, Saint-Vite ou Saint-Vith.
Saint-Vitte est une commune française située dans le département du Cher en région Centre-Val de Loire.

## Géographie

### Localisation
Saint Vitte se trouve à 30,4 km de Montluçon. Saint Amand Montrond est située à 28 km de Saint Vitte.La Queugne est situé à 16,38 km et Saulzais-le-Potier est situé à 8,6 km.
Vallon-en-Sully est situé à 6,9 km de Saint Vitte et Bourges à 90 km. Paris est située à 315 km de Saint Vitte.

### Lieux-Dits
Les lieux-dits de Saint Vitte sont :
L'Ecoussat, Métairie, la Motte, la Patte d'Oie, la Rairue, le Bourg, la Réserve, la Terre chenue, le Bois d'Epot, le Chassin, le Drot, le petit Marçais, les Ardennes, les  Argentais, les Châtaigniers, les Goutats, les Grelets, les Loges, les Moinerats, les Noyers, les Sottes, les Terres Rouges, St Marien, Montaigut, Penserolles, Souligny.

### Climat
Pour des articles plus généraux, voir Climat du Centre-Val de Loire et Climat du Cher.
En 2010, le climat de la commune est de type climat océanique dégradé des plaines du Centre et du Nord, selon une étude du CNRS s'appuyant sur une série de données couvrant la période 1971-2000. En 2020, Météo-France publie une typologie des climats de la France métropolitaine dans laquelle la commune est dans une zone de transition entre le climat océanique altéré et le climat de montagne ou de marges de montagne et est dans la région climatique  Ouest et nord-ouest du Massif Central, caractérisée par une pluviométrie annuelle de 900 à 1 500 mm, maximale en automne et en hiver.
Pour la période 1971-2000, la température annuelle moyenne est de 11,3 °C, avec une amplitude thermique annuelle de 15,5 °C. Le cumul annuel moyen de précipitations est de 741 mm, avec 10,8 jours de précipitations en janvier et 7,2 jours en juillet. Pour la période 1991-2020, la température moyenne annuelle observée sur la station météorologique la plus proche, située sur la commune d'Orval à 20 km à vol d'oiseau, est de 12,3 °C et le cumul annuel moyen de précipitations est de 757,1 mm,. Pour l'avenir, les paramètres climatiques de la commune estimés pour 2050 selon différents scénarios d'émission de gaz à effet de serre sont consultables sur un site dédié publié par Météo-France en novembre 2022.

## Urbanisme

### Typologie
Au 1er janvier 2024, Saint-Vitte est catégorisée commune rurale à habitat très dispersé, selon la nouvelle grille communale de densité à 7 niveaux définie par l'Insee en 2022.
Elle est située hors unité urbaine. Par ailleurs la commune fait partie de l'aire d'attraction de Montluçon, dont elle est une commune de la couronne,. Cette aire, qui regroupe 58 communes, est catégorisée dans les aires de 50 000 à moins de 200 000 habitants,.

### Occupation des sols
L'occupation des sols de la commune, telle qu'elle ressort de la base de données européenne d’occupation biophysique des sols Corine Land Cover (CLC), est marquée par l'importance des territoires agricoles (89,7 % en 2018), en augmentation par rapport à 1990 (88,8 %). La répartition détaillée en 2018 est la suivante : 
prairies (42,3 %), terres arables (35,7 %), zones agricoles hétérogènes (11,7 %), forêts (8,8 %), eaux continentales (1,5 %).
L'évolution de l’occupation des sols de la commune et de ses infrastructures peut être observée sur les différentes représentations cartographiques du territoire : la carte de Cassini (XVIIIe siècle), la carte d'état-major (1820-1866) et les cartes ou photos aériennes de l'IGN pour la période actuelle (1950 à aujourd'hui).

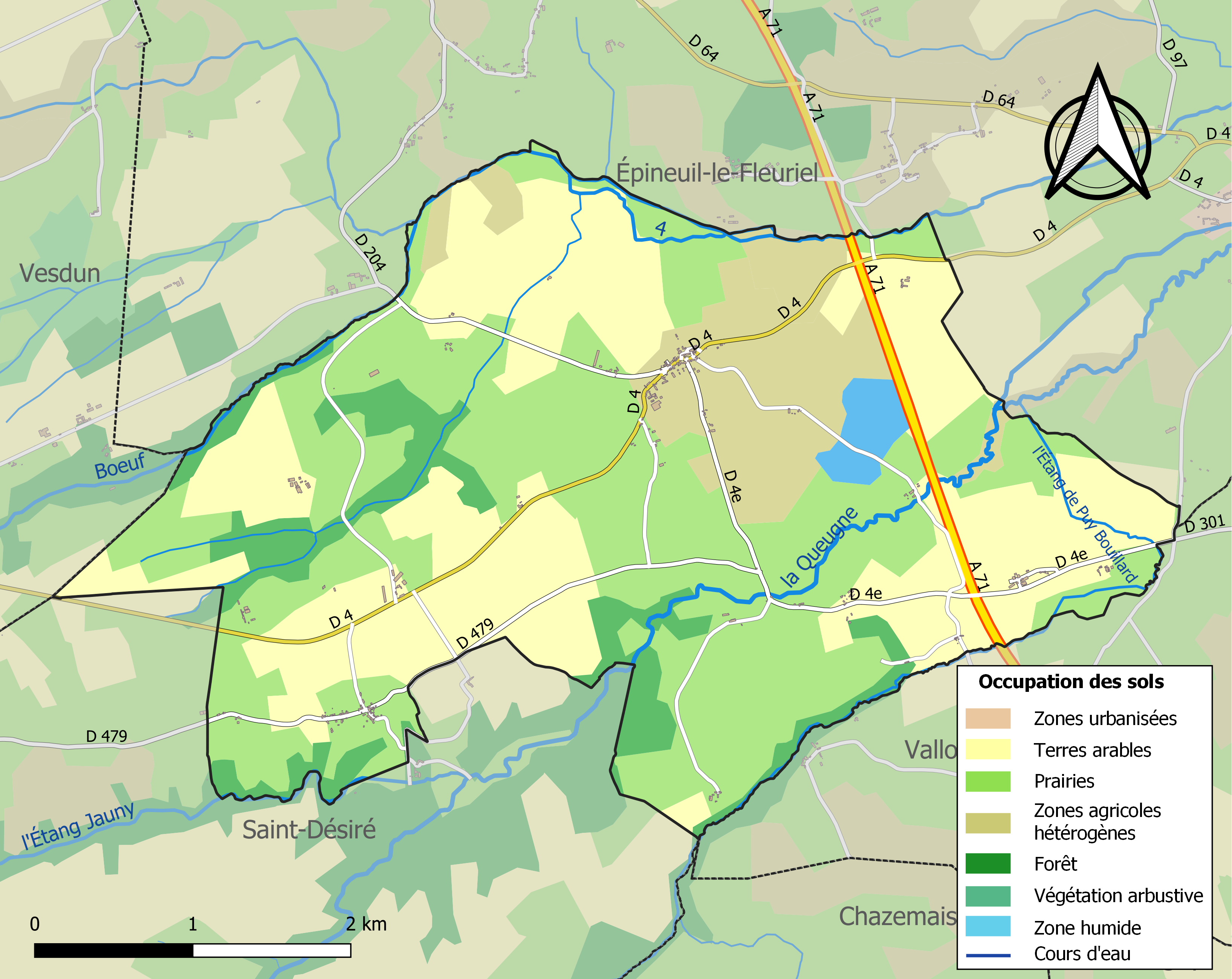
Carte des infrastructures et de l'occupation des sols de la commune en 2018 (CLC).

### Risques majeurs
Le territoire de la commune de Saint-Vitte est vulnérable à différents aléas naturels : météorologiques (tempête, orage, neige, grand froid, canicule ou sécheresse), mouvements de terrains et séisme (sismicité faible). Il est également exposé à un risque technologique, le transport de matières dangereuses, et à un risque particulier : le risque de radon. Un site publié par le BRGM permet d'évaluer simplement et rapidement les risques d'un bien localisé soit par son adresse soit par le numéro de sa parcelle.

#### Risques naturels

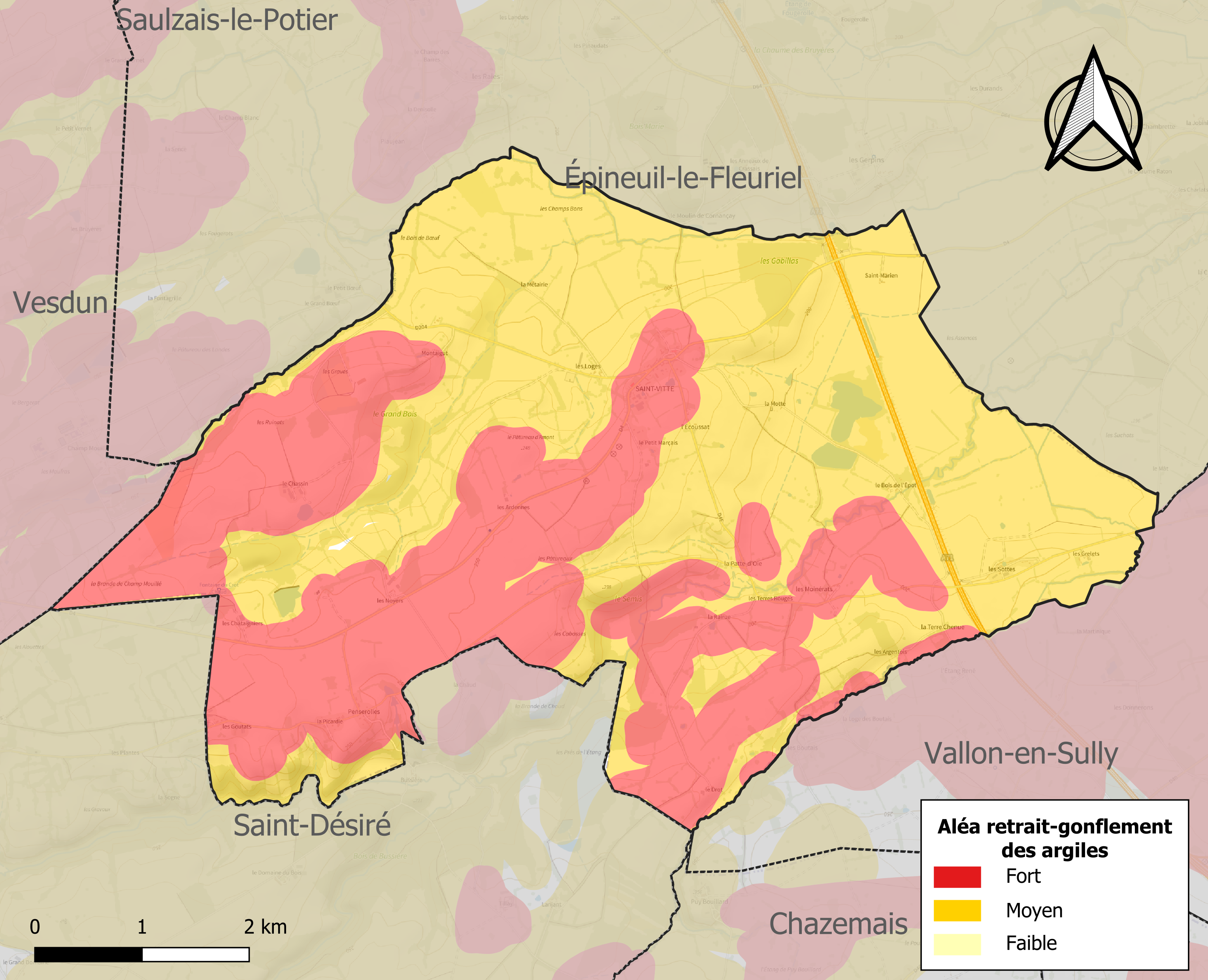
Carte des zones d'aléa retrait-gonflement des sols argileux de Saint-Vitte.

La commune est vulnérable au risque de mouvements de terrains constitué principalement du retrait-gonflement des sols argileux. Cet aléa est susceptible d'engendrer des dommages importants aux bâtiments en cas d’alternance de périodes de sécheresse et de pluie. La totalité de la commune est en aléa moyen ou fort (90 % au niveau départemental et 48,5 % au niveau national). Sur les 107 bâtiments dénombrés sur la commune en 2019, 107 sont en aléa moyen ou fort, soit 100 %, à comparer aux 83 % au niveau départemental et 54 % au niveau national. Une cartographie de l'exposition du territoire national au retrait gonflement des sols argileux est disponible sur le site du BRGM,.
Concernant les mouvements de terrains, la commune a été reconnue en état de catastrophe naturelle au titre des dommages causés par la sécheresse en 2018 et 2019 et par des mouvements de terrain en 1999.

#### Risques technologiques
Le risque de transport de matières dangereuses sur la commune est lié à sa traversée par des infrastructures routières ou ferroviaires importantes ou la présence d'une canalisation de transport d'hydrocarbures. Un accident se produisant sur de telles infrastructures est en effet susceptible d’avoir des effets graves au bâti ou aux personnes jusqu’à 350 m, selon la nature du matériau transporté. Des dispositions d’urbanisme peuvent être préconisées en conséquence.

#### Risque particulier
Dans plusieurs parties du territoire national, le radon, accumulé dans certains logements ou autres locaux, peut constituer une source significative d’exposition de la population aux rayonnements ionisants. Toutes les communes du département sont concernées par le risque radon à un niveau plus ou moins élevé. Selon la classification de 2018, la commune de Saint-Vitte est classée en zone 2, à savoir zone à potentiel radon faible mais sur lesquelles des facteurs géologiques particuliers peuvent faciliter le transfert du radon vers les bâtiments.

## Toponymie
Vitte ou Guy est le saint patron de la paroisse ; Fluriacum, variante de Floriacus, gentilice Florus et faux suffixe iacus = le domaine de Florus. Fleury est le nom primitif de la paroisse.
Flurec, 1189 (Archives Départementales du Cher-10 H 88) ; Parrochia de Florec, 1271 Archives Départementales du Cher-38 H 99) ; De Floriaco, 1306 (Archives Départementales du Cher-38 H 99) ; Villagium de Sancto Vito, 1395 (Archives Départementales du Cher-E, seigneurie de Saint-Amand-Montrond) ; Saint Vif de Flory, 1395 (Archives Départementales du Cher-E, seigneurie de Saint-Amand-Montrond) ; Saint Vy, 1433 (Archives Départementales du Cher-E, seigneurie de Saint-Amand-Montrond) ; La paroisse de Saint Vit, 1518 (Archives Départementales du Cher-38 H 99) ; La parroisse de Saint Vic le Flory, 1567 (Archives Départementales du Cher-38 H 99).
Au cours de la Révolution française, la commune porta provisoirement les noms de Fleuriel-sur-Poncignon ou de Fleuriel-sur-Queugne.
Le village de Saint-Vitte s'appelait autrefois Saint Vitte-le-Fleuriel. En 1840 Epineuil a pris le nom Fleuriel à Saint-Vitte. Saint Vitte-le-Fleuriel est donc devenu Saint-Vitte et Epineuil, Epineuil-le-Fleuriel.

## Politique et administration

### Administration municipale
| Période                                  | Période   | Identité            | Étiquette | Qualité          |
| ---------------------------------------- | --------- | ------------------- | --------- | ---------------- |
| Les données manquantes sont à compléter. |           |                     |           |                  |
| 1804                                     | 1826      | Duchet              |           |                  |
| 1826                                     | 1830      | Porcher Charles     |           |                  |
| 1830                                     | 1837      | Autissier Gilbert   |           |                  |
| 1837                                     | 1848      | Duchet Pierre       |           |                  |
| 1848                                     | 1870      | Serre Teon          |           |                  |
| 1870                                     | 1875      | Mercier Gustave     |           |                  |
| 1875                                     | 1910      | Serre Gabriel       |           |                  |
| 1910                                     | 1945      | Boizat Alexis       |           |                  |
| 1945                                     | 1947      | Parillaud Claude    |           |                  |
| 1947                                     | 1977      | Jessier Claude      |           |                  |
| 1977                                     | 1983      | Vedis Julien        |           |                  |
| 1983                                     | 2001      | Jeanne Metenier     |           |                  |
| mars 2001                                | mars 2014 | Marie-Claude Tucker |           |                  |
| mars 2014                                | En cours  | Guy Berçon,         |           | Ouvrier agricole |

### Intercommunalité
Après avoir fait partie de la communauté de communes du Val de Cher jusqu'au 31 décembre 2015, elle rejoint la communauté de communes Berry Grand Sud le 1er janvier 2016.

## Démographie
L'évolution du nombre d'habitants est connue à travers les recensements de la population effectués dans la commune depuis 1793. Pour les communes de moins de 10 000 habitants, une enquête de recensement portant sur toute la population est réalisée tous les cinq ans, les populations de référence des années intermédiaires étant quant à elles estimées par interpolation ou extrapolation. Pour la commune, le premier recensement exhaustif entrant dans le cadre du nouveau dispositif a été réalisé en 2008.

En 2022, la commune comptait 121 habitants, en évolution de −8,33 % par rapport à 2016 (Cher : −2,48 %, France hors Mayotte : +2,11 %).
| 1793 | 1800 | 1806  | 1821 | 1831 | 1836 | 1841 | 1846 | 1851 |
| ---- | ---- | ----- | ---- | ---- | ---- | ---- | ---- | ---- |
| 317  | 326  | 1 012 | 427  | 447  | 471  | 425  | 443  | 462  |

| 1856 | 1861 | 1866 | 1872 | 1876 | 1881 | 1886 | 1891 | 1896 |
| ---- | ---- | ---- | ---- | ---- | ---- | ---- | ---- | ---- |
| 449  | 486  | 572  | 515  | 551  | 553  | 579  | 586  | 551  |

| 1901 | 1906 | 1911 | 1921 | 1926 | 1931 | 1936 | 1946 | 1954 |
| ---- | ---- | ---- | ---- | ---- | ---- | ---- | ---- | ---- |
| 508  | 493  | 444  | 357  | 371  | 351  | 324  | 284  | 290  |

| 1962 | 1968 | 1975 | 1982 | 1990 | 1999 | 2006 | 2008 | 2013 |
| ---- | ---- | ---- | ---- | ---- | ---- | ---- | ---- | ---- |
| 272  | 244  | 202  | 176  | 138  | 136  | 138  | 138  | 131  |

| 2018 | 2022 | - | - | - | - | - | - | - |
| ---- | ---- | - | - | - | - | - | - | - |
| 129  | 121  | - | - | - | - | - | - | - |

## Vie locale

### Enseignement
Les enfants de Saint-Vitte vont à l'école d'Epineuil-le-Fleuriel. Depuis 1974, l'école de Saint-Vitte a fermé car la dernière année il n'y avait que cinq élèves. L'école était avec la mairie.

### Animations
Spectacles vivants, rallye pédestre, brocante et rencontres musicales rythment la vie du village.

## Culture locale et patrimoine

### Lieux et monuments
- La forge, restaurée récemment est un lieu typique où sont programmées de nombreuses expositions.
- Église Saint-Vitte, du (XIIe siècle) au plan en forme de croix latine. Deux petites chapelles latérales et clocher abritant trois cloches restaurées en 2024.
- Château de Souligny (XIVe siècle), propriété privée fermée au public.

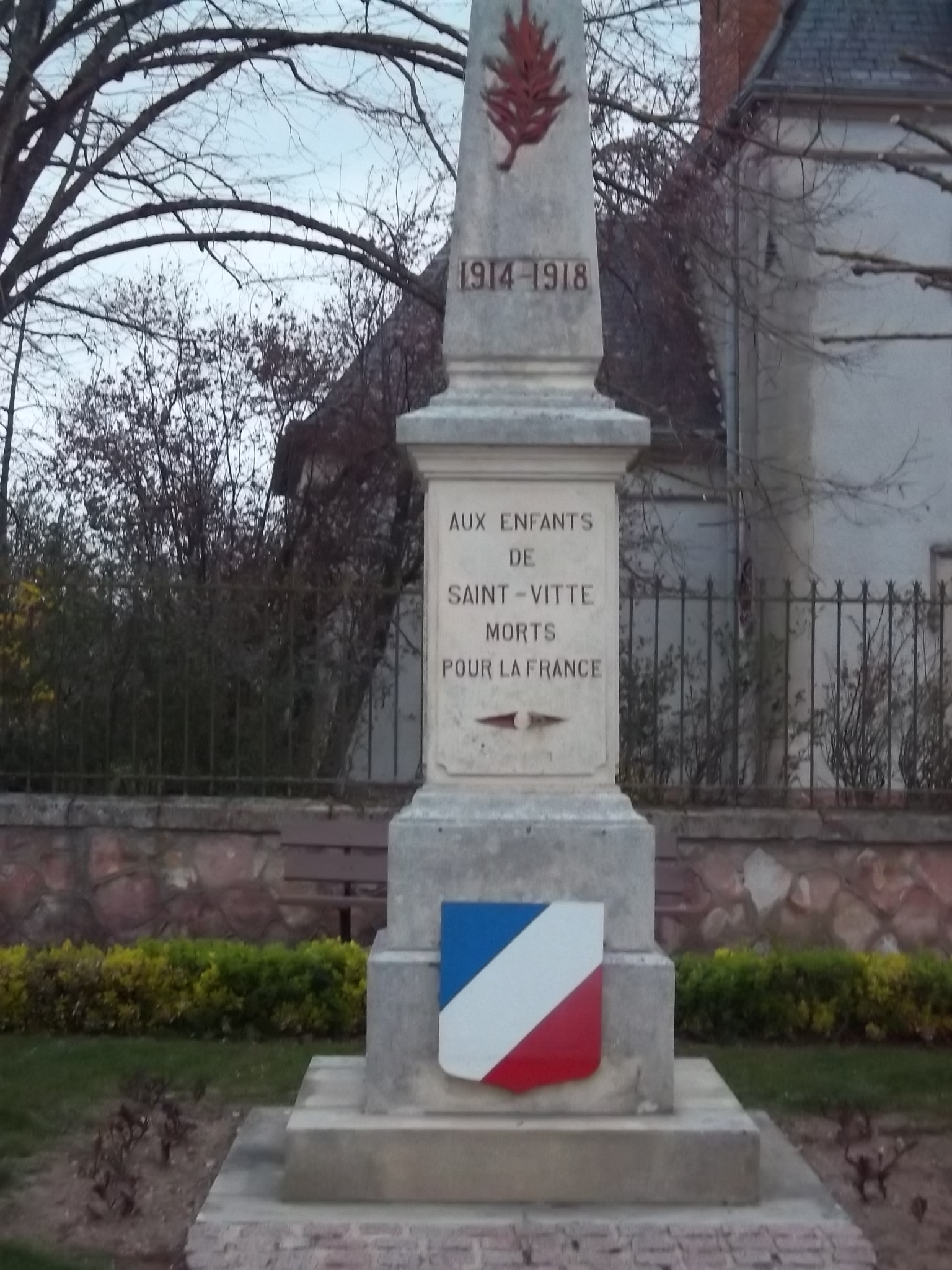
Monument aux morts de Saint-Vitte
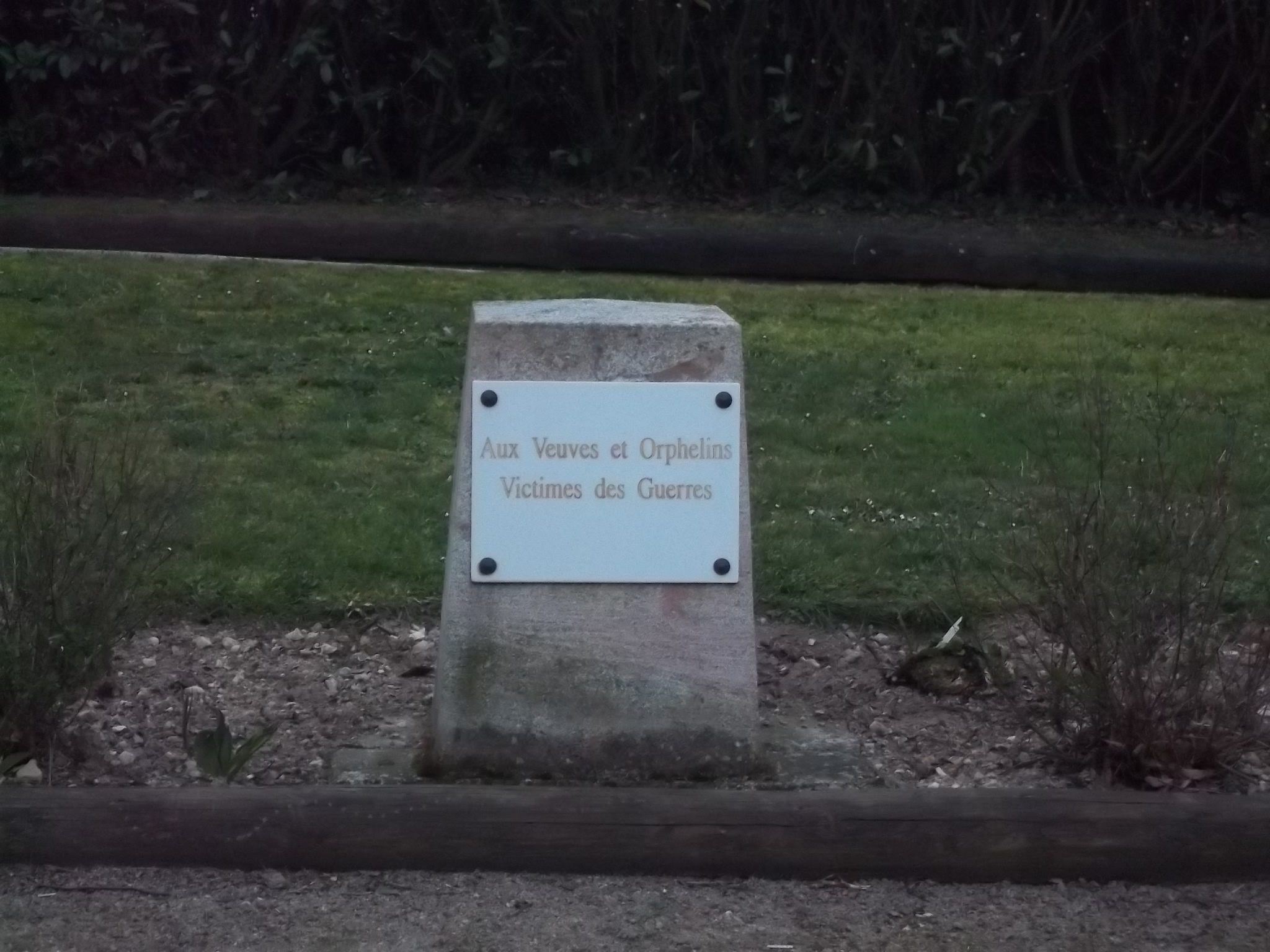
Stèle des veuves et orphelins
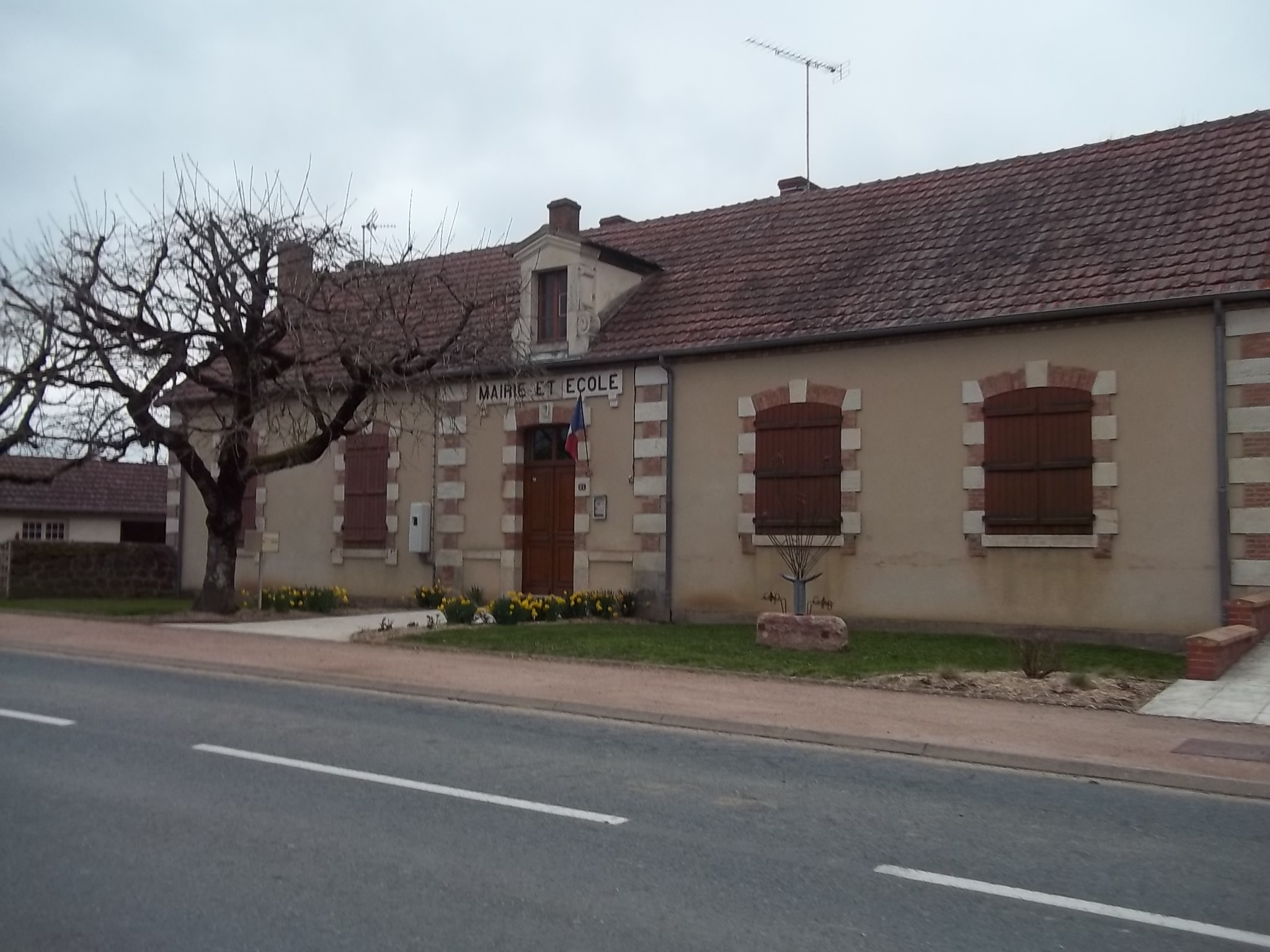
Mairie de Saint-Vitte